# Descanso na Fuga para o Egito (Murillo)
Descanso na Fuga para o Egito é uma pintura a óleo sobre tela executada c.1665 pelo artista espanhol Bartolomé Esteban Murillo que está agora no Museu Hermitage, São Petersburgo, Rússia. Retrata a Sagrada Família, assistida por dois Cupidos, descansando durante um voo para um local seguro. O tema era popular e foi pintado por vários artistas.

## Temática
Fuga para o Egito retrata a viagem bíblica do recém-nascido Jesus Cristo, juntamente com a Virgem Maria, sua mãe, e São José, conforme descrito no Evangelho de Mateus (Mateus 2:13–23). O Evangelho descreve a fuga da Sagrada Família como resultado de uma visão de um anjo, que disse a José para trazê-los para o Egito, já que o Rei Herodes, o Grande viria para matar o menino Jesus (Mateus 2:13}). Segundo os relatos bíblicos, o Rei Herodes mandou matar as crianças que teriam aproximadamente a idade do Menino Jesus em um episódio conhecido como Massacre dos Inocentes. O  evangelista Mateus afirma que a Sagrada Família permaneceu no Egito até a morte do Rei Herodes quando então voltaram para a Galileia e se estabeleceram em Nazaré.

## Descrição e Crítica
Murillo tomou como tema pictórico um episódio narrado no Evangelho segundo Mateus e nos Evangelhos apócrifos.
A Virgem Maria está sentada na parte central do quadro, segurando as roupas do Menino Jesus adormecido na mão direita, colocadas sobre uma rocha elevada. À direita de Maria em pé está São José e à direita está o burro usado para a viagem. À esquerda encontramos dois pequenos anjos. No canto inferior esquerdo, encontramos itens de viagem e suprimentos, como a garrafa de água.
Todas as figuras têm o olhar voltado para o Menino Jesus. Ao fundo, vemos vegetação florestal na parte central e direita e uma paisagem na parte esquerda.
Angulo, em seu Catálogo Crítico, menciona duas versões do Descanso na Fuga para o Egito e Murillo, esta em l'Hermitage e outra na coleção Strafford, em Wrotham Park; Enquanto nos 'ingleses' a engenhoca escolhida para conservar água era uma cabaça de peregrino - ou cabaça de vinho -, no museu russo, Murillo pinta um jarro ou barril - aqui sem alças -, uma espécie de cantina de barro, opcionalmente forrada com couro para defendê-la de pequenos golpes.
Aparece na pequena natureza-morta que Murillo constrói sob a criança adormecida, ao lado de alguns alforjes de pano, um chapéu de palha e o pacote de pertences.
É uma cena despida de todo drama, quase festiva, exceto pela iluminação, um dos ambientes familiares que o pintor impôs à sua interpretação pessoal dos personagens divinos.